# 邦雅曼·巴勒雷
邦雅曼·巴勒雷（法語：Benjamin Balleret，1983年1月15日—），出生于蒙地卡羅，摩纳哥職業網球運動員。

## 外部連結
- 邦雅曼·巴勒雷（英文/西班牙文）的官方資料
- 邦雅曼·巴勒雷的國際網球總會 職業／青少年 官方資料（英文）
- 邦雅曼·巴勒雷的官方資料（英文）